# ميلو جوكانوفيتش
ميلو جوكانوفيتش (بالصربية: Мило Ђукановић، وتُلفظ: [mǐːlo dʑǔkanoʋitɕ]  ( استمع)) (مواليد 15 فبراير 1962) هو سياسي من الجبل الأسود أصبح رئيس الجبل الأسود منذ 20 مايو عام 2018. شغل منصب رئيس وزراء الجبل الأسود في ثلاث حكومات منذ عام 1991 حتى عام 1998، ورئيس الجبل الأسود منذ عام 1998 حتى عام 2002، ورئيس الوزراء مرة أخرى منذ عام 2003 حتى عام 2006، ومنذ عام 2008 حتى 2010، ومنذ عام 2012 حتى 2016. جوكانوفيتش هو الرئيس طويل الأمد لحزب الجبل الأسود الديمقراطي الاشتراكي، وهو في الأصل فرع الجبل الأسود لرابطة شيوعيي يوغوسلافيا، والذي حكم الجبل الأسود بمفرده أو في ائتلاف منذ إدخال النظام متعدد الأحزاب في أوائل تسعينيات القرن العشرين حتى هزيمته في الانتخابات البرلمانية لعام 2020.
كان جوكانوفيتش حليفًا وثيقًا لسلوبودان ميلوشيفيتش خلال الثورة المناهضة للبيروقراطية (1988-1989)، وتفكك جمهورية يوغوسلافيا الاتحادية الاشتراكية (1991-1992)، وذلك عند ظهوره لأول مرة على الساحة السياسية. شاركت حكومته بنشاط في حصار دوبروفنيك (1991-1992). أيد جوكانوفيتش اتفاق مومير بولاتوفيتش وفقًا لشروط اللورد كارينغتون، فأدى ذلك إلى حدوث استفتاء لاستقلال الجبل الأسود في عام 1992، وذلك عندما قرر الناخبون البقاء في جمهورية يوغوسلافيا الاتحادية. أبعد جوكانوفيتش نفسه عن ميلوشيفيتش والحكومة الفيدرالية في عام 1996، وتخلى بذلك عن الرؤية التقليدية لوحدوية صربيا والجبل الأسود لصالح قومية الجبل الأسود، والتي دعمت استقلال الدولة وهوية الجبل الأسود المنفصلة.
أدى ذلك إلى انقسام الحزب وانقسام فصيل بولاتوفيتش المؤيد للوحدويين. هزم جوكانوفيتش بعد ذلك بوقت قصير بولاتوفيتش في انتخابات عام 1997 الرئاسية بنسبة ضئيلة. تفاوض مع الدول الغربية في عام 1999 في محاولة للحد من الضربات الجوية في الجبل الأسود أثناء قصف الناتو ليوغوسلافيا؛ وذلك في الوقت الذي أشرف فيه جوكانوفيتش لاحقًا على تطبيق المارك الألماني كعملة جديدة في الجبل الأسود ليحل محل الدينار اليوغوسلافي.
وقّع ميلوشيفيتش بعد الإطاحة بميلوشيفيتش في عام 2000 اتفاقية مع الحكومة الصربية الجديدة، والتي أدت إلى توقيع الميثاق الدستوري لصربيا والجبل الأسود لعام 2003، والذي سمح باستقلال الجبل الأسود. أدى استفتاء الاستقلال بعد ثلاث سنوات في عام 2006 إلى الانفصال الرسمي عن اتحاد الدولة وإعلان الدستور الجديد للجبل الأسود لعام 2007. انتهج جوكانوفيتش سياسة الانضمام إلى حلف الناتو والاتحاد الأوروبي، فأدى ذلك إلى انضمام الجبل الأسود إلى حلف الناتو في عام 2017. أشرف خلال فترة رئاسته للوزراء على خصخصة الشركات العامة للمستثمرين والشركات الأجنبية. أثارت عدة فضائح لفساد الحزب الحاكم احتجاجات مناهضة للحكومة في عام 2019، وأثار قانون ديني آخر مثير للجدل موجة أخرى من الاحتجاجات. فازت المعارضة في الانتخابات البرلمانية لعام 2020 بأصوات أكثر من حزب جوكانوفيتش الحاكم لأول مرة منذ ثلاثة عقود.
وصف بعض المراقبين حكم جوكانوفيتش بأنه سلطوي أو أوتوقراطي وكليبتوقراطي. صنفت منظمة بيت الحرية الجبل الأسود في عام 2020 على أنه نظام هجين وليس ديمقراطي، وأشارت إلى سنوات الاستيلاء المستمر على الدولة، وإساءة استخدام السلطة، وتكتيكات الرجل القوي التي استخدمها جوكانوفيتش. غالبًا ما يوصف جوكانوفيتش بامتلاكه روابطًا قوية مع مافيا الجبل الأسود. أُدرِج جوكانوفيتش ضمن أغنى عشرين رئيس في العالم وفقًا لصحيفة الإندبندنت البريطانية في مايو عام 2010؛ والتي وصفت مصدر ثروته المقدرة بعشرة ملايين جنيه إسترليني بأنه «مصدر غامض».